# انز (رود)
 انز رودی است به دانوب می‌ریزد. این رود از کشور اتریش می‌گذرد.